# Annibale Vitellozzi
Annibale Vitellozzi (Anghiari, 26 ottobre 1902 – Roma, 16 settembre 1990) è stato un architetto italiano.

## Biografia
Nato nel 1902 ad Anghiari, in provincia di Arezzo, laureatosi in architettura a Roma nel 1927, Annibale Vitellozzi realizzò alcune delle sue opere più note in preparazione dei Giochi della XVII Olimpiade che si svolsero nella Capitale nel 1960: lo Stadio del Nuoto, in collaborazione con Enrico Del Debbio e gli ingegneri Sergio Musmeci e Riccardo Morandi, e il Palazzetto dello Sport con l'ingegner Pier Luigi Nervi.
Altre opere significative sono: la facciata della Stazione di Roma Termini, esempio importante del razionalismo italiano, realizzata in collaborazione con Leo Calini ed Eugenio Montuori (la costruzione dell'edificio, su progetto iniziale di Angiolo Mazzoni, era stata interrotta nel 1943 per le vicende belliche), inaugurata alla fine del 1950; il completamento dello Stadio Olimpico (1949-1953), la Scuola nazionale di atletica leggera a Formia (1953-55), il Palazzo dello Sport di Torino, chiamato comunemente PalaRuffini, nell'omonimo parco del capoluogo piemontese, costruito per le celebrazioni del primo centenario dell'unità nazionale (Italia '61); la Biblioteca Nazionale Centrale di Roma, a Castro Pretorio, nei pressi della Stazione Termini, realizzata insieme agli architetti Massimo Castellazzi e Tullio Dell'Anese. La biblioteca, intitolata a Vittorio Emanuele II, la maggiore d'Italia, ispirata all'International Style, fu inaugurata nel 1975 e sostituì la precedente ospitata nel cinquecentesco edificio gesuita del Collegio Romano,il villino della famiglia Baschetti in Viale Vittorio Veneto a Sansepolcro.
In vista dei Mondiali di calcio di Italia '90, nei quali l'Olimpico era lo stadio principale, Vitellozzi, insieme con l'architetto Maurizio Clerici, gli ingegneri Paolo Teresi e Antonio Michetti (strutture), portò a termine una radicale ristrutturazione e la copertura dell'impianto.
Dal 1961 al 1974, in rappresentanza dell'Accademia nazionale di San Luca e poi dell'Istituto Nazionale di Urbanistica, fece parte della Commissione Edilizia del Comune di Roma.
Morì a Roma, a ottantotto anni, nel 1990.